# Oude Kerk (Oosterbeek)

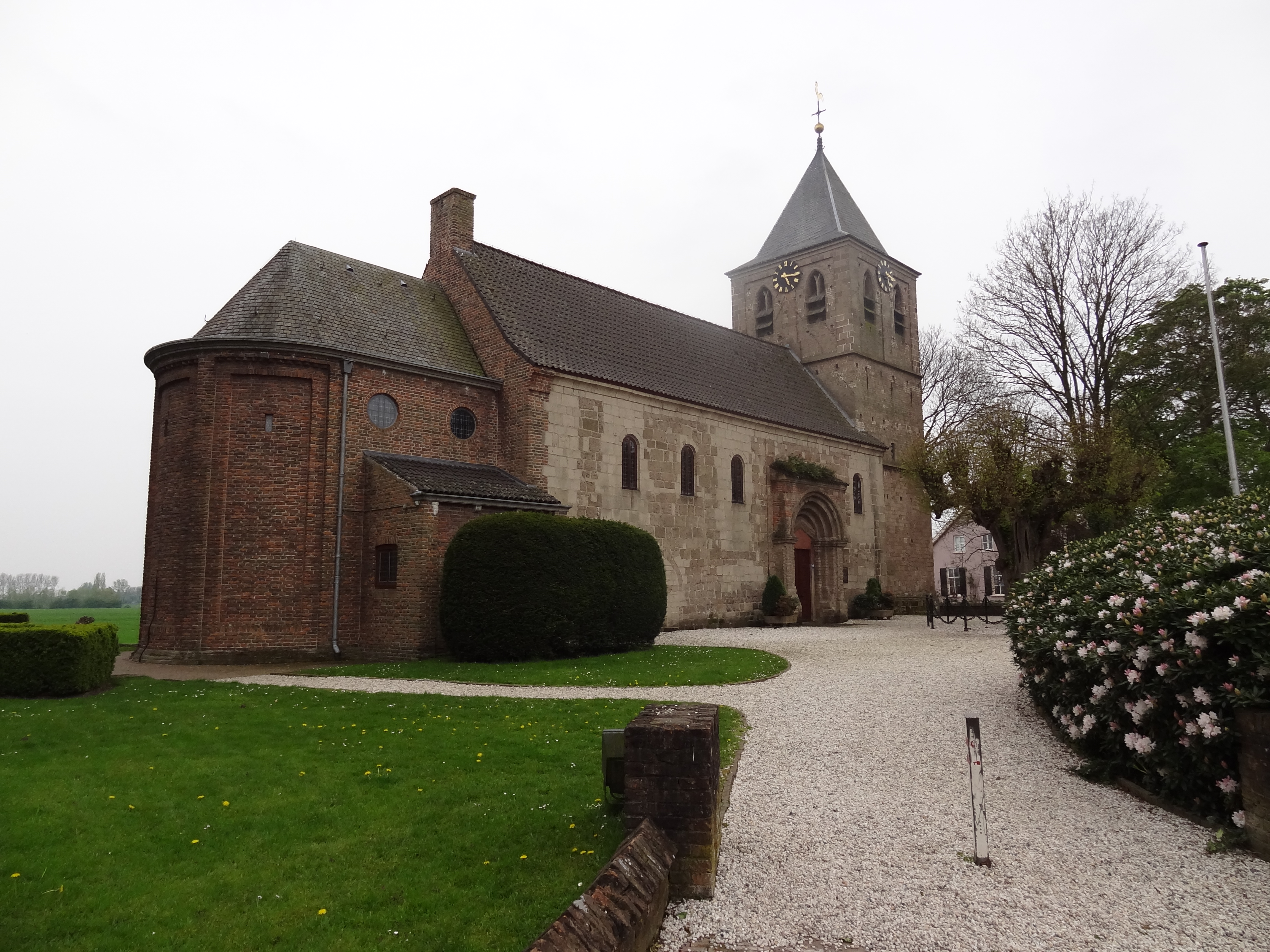
Oude Kerk Oosterbeek in 2012

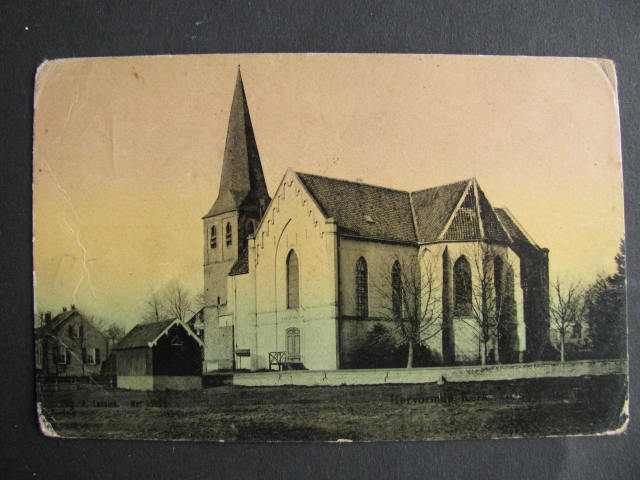
Oude Kerk omstreeks 1905

De Oude Kerk aan de Benedendorpseweg in Oosterbeek in de Nederlandse provincie Gelderland is sinds de Reformatie een protestantse kerk waar de Hervormde gemeente gebruik van maakte. Sinds 2007 maakt de kerk deel uit van de PKN. De kerk, die niet meer in gebruik is voor de wekelijkse eredienst, is zo'n duizend jaar oud. Na de Tweede Wereldoorlog is het tevens een pelgrimsoord geworden voor veteranen, nabestaanden en andere belangstellenden aangaande de Slag om Arnhem.

## Bouw
Het eenbeukige rechthoekige schip van tufsteen is gebouwd in de Karolingische periode (8e tot 10e eeuw) in preromaanse stijl. Delen van de kerk uit die tijd zijn in het huidige gebouw bewaard gebleven. Het is daarmee een van de oudste nog bestaande kerken in Nederland. Het schip heeft kleine rondbogige vensters. Aan de noordzijde bevindt zich een romaans portaal met archivolten op imposten, boven de deur in het portaal zit een fronton. In de noord- en de zuidgevel zitten dichtgemaakte boogopeningen die vroeger naar, inmiddels afgebroken, zijkapellen leidden. De toren van de kerk is 14e-eeuws en is met tufsteen bekleed. Het romaanse koor werd in de 15e eeuw vervangen door een gotisch koor. De kerk was van oorsprong een zaalkerk maar werd in 1856 uitgebreid met dwarsbeuken. Kerk en toren zijn in 1949-1950 hersteld en gerestaureerd nadat ze in de Tweede Wereldoorlog ernstig waren beschadigd. De toren kreeg een nieuwe, korte spits in de vorm van een tentdak. Toen heeft ook een belangrijke reconstructie naar de oorspronkelijke bouwvorm plaatsgevonden. Het gebouw heeft de status van rijksmonument.

## Geschiedenis
In de kroniek van Johannes de Beke uit de 14e eeuw wordt beschreven hoe in het jaar 1027 de toenmalige keizerin Gisela (de vrouw van Keizer Koenraad II van het Heilige Roomse Rijk) in de kerk bevallen zou zijn. Als dank hiervoor werd de pastoor van de kerk, Bernulphus, beloond met de positie van Bisschop van Utrecht. Bernulphus heeft daadwerkelijk bestaan, hij is heilig verklaard en is de patroonheilige van Oosterbeek. Het verhaal over de bevalling wordt echter in twijfel getrokken.

### Slag om Arnhem
Tijdens Operatie Market Garden in 1944 lukte het de Britten niet om de brug over de Nederrijn, die later John Frostbrug zou worden genoemd, in Arnhem in handen te krijgen. Na zware verliezen trokken zij zich op 19 september, de derde dag van de operatie, terug op Oosterbeek. Zo'n 3.000 militairen verzamelden zich daar. In de omgeving van de kerk vonden acht dagen lang zware gevechten plaats. In de oude pastorie ernaast werden door onder andere Kate ter Horst circa 250 gewonde Britse soldaten verzorgd. Het godshuis diende als een van de verzamelpunten van de geallieerden voordat zij zich terugtrokken over de Rijn die zich er vlakbij bevindt. De kerk werd bij de oorlogshandelingen deels verwoest.